# James Drake (Wrestler)
James Dowell (* 4. März 1993 in Blackpool, England) ist ein englischer Wrestler. Er stand zuletzt bei der WWE unter Vertrag und trat regelmäßig in deren Show NXT auf. Sein bislang größter Erfolg war der Erhalt der NXT UK Tag Team Championship.

## Wrestling-Karriere

### Progress Wrestling (2016–2019)
2017 gründeten Drake und Zack Gibson ein Tag Team namens Grizzled Young Veterans in Progress Wrestling. Grizzled Young Veterans besiegten Chris Brookes und Kid Lykos von CCK und wurden die Progress Tag Team Champions. Sie verteidigten erfolgreich die Titel gegen Aussie Open Kyle Fletcher und Mark Davis bei Progress Chapter 59. In Kapitel 61 besiegten Grizzled Young Veterans Moustache Mountain Tyler Bate und Trent Seven, um ihre Titel zu behalten.

### World Wrestling Entertainment (seit 2017)
Im Januar 2017 nahm Drake am WWE United Kingdom Championship Tournament teil, um den ersten WWE United Kingdom Champion zu krönen. Er verlor in der ersten Runde gegen Joseph Conners. Am 12. Januar 2019 besiegten Drake und Gibson Moustache Mountain in einem Turnierfinale, bei NXT UKs Debüt-TakeOver-Event in Blackpool, und gewannen die NXT UK Tag Team Championship. Die Regentschaft hielt 231 Tage. Sie verloren am 31. August 2019 die Titel an South Wales Subculture Morgan Webster und Mark Andrews. The Grizzled Young Veterans nahmen auch an der Dusty Rhodes Classic 2020 teil und besiegten Kushida & Alex Shelley im Viertelfinale und The Undisputed Era im Halbfinale. Im Finale wurden sie jedoch von den BroserWeights Matt Riddle und Pete Dunne besiegt.
Im Januar 2021 nahm Drake am Dusty Rhodes Tag Team Classic teil. Er erreichte zusammen mit Zack Gibson das Finale. Bei dem Finale am 14. Februar 2021 bei NXT TakeOver: Vengeance Day verloren sie gegen Wes Lee und Nash Carter. Am 20. April 2022 wurde bekannt gegeben, dass sein Ringname zu Drake geändert wurde. Am 4. April 2023 wurde bekannt gegeben, dass er von der WWE entlassen wurde.

## Titel und Auszeichnungen
- World Wrestling Entertainment
  - NXT UK Tag Team Championship (1×) mit Zack Gibson

- Progress Wrestling
  - Progress Tag Team Championship (3×) mit Zack Gibson

- Pro Wrestling Chaos
  - King Of Chaos Championship (1×)

- Pro Wrestling Illustrated
  - Nummer 205 der Top 500 Wrestler in der PWI 500 im Jahr 2019